# منتخب مقاطعة نيس لكرة القدم
منتخب مقاطعة نيس لكرة القدم هو منتخب كرة قدم يمثل كونتية نيس، ويدار من قبل اتحاد كونتية نيس لكرة القدم.أسس في أبريل 2014. لا ينتمي المنتخب لا للفيفا أو الويفا، لذلك لا يمكنه المشاركة في كأس العالم لكرة القدم أو بطولة أمم أوروبا.
فاز المنتخب بكأس العالم لاتحاد الجمعيات المستقلة لكرة القدم 2014 التي أقيمت في إوسترسوند، السويد.